# Jacotitypus obscuricolor
Jacotitypus obscuricolor là một loài tò vò trong họ Ichneumonidae.